# 高輪公園
高輪公園（たかなわこうえん）は、東京都港区高輪に位置する都市公園（街区公園）。

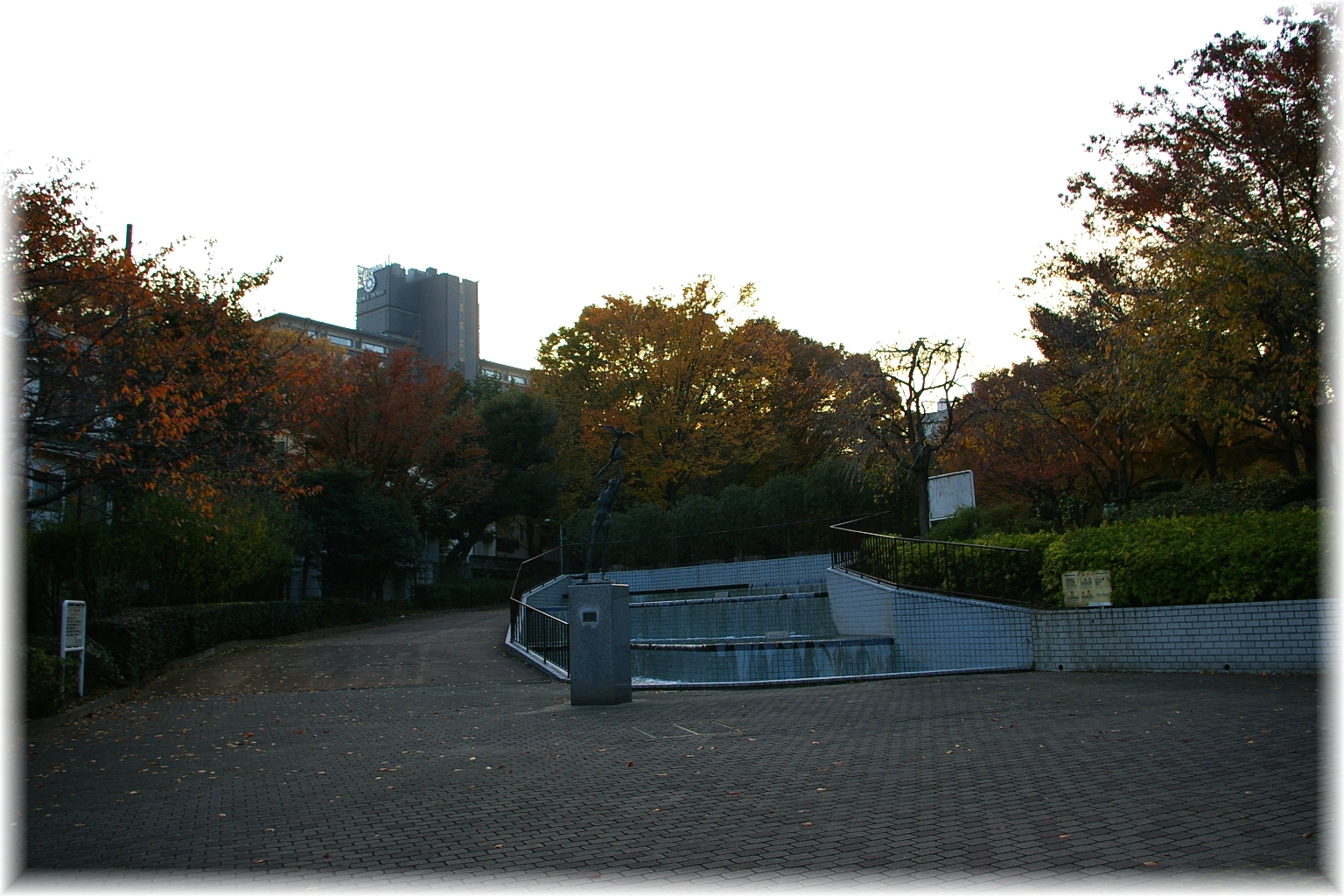
公園入り口噴水

## 歴史
- 同地は酒井邸であったところを1961年（昭和36年）11月東京都交通局の所有に移転。
- 1970年（昭和45年）10月港区が買収、昭和47年7月、高輪公園として開園した。